# Соклаково
Соклаково — село в Каменском районе Тульской области России.
В рамках административно-территориального устройства является центром Соклаковского сельского округа Каменского района, в рамках организации местного самоуправления включается в Яблоневское сельское поселение.

## География
Расположено на реке Гоголь, в 14 км к югу от райцентра, села Архангельское, и в 118 км к югу от областного центра, г. Тулы. 

## Население
| 2002 | 2010 |
| ---- | ---- |
| 311  | ↗318 |

## История
14 ноября 1941 года село было оккупировано фашистскими войсками, но уже 18 декабря было освобождено частями РККА. Половина домов в Соклаково были полностью разрушены.